# Pelion
Pelion sau Pelium (în neogreacă: Πήλιο, Pílio; în greacă Veche/Katharevousa: Πήλιον. Pēlion) este un munte în partea de sud-est a Tesaliei, în centrul Greciei, formând o peninsulă sub formă de cârlig între Golful Pagasetic și Marea Egee. Vârful cel mai înalt, Pourianos Stavros, are altitudinea de 1.624 metri. Drumul Național 38 (GR-38) trece prin partea de sud a peninsulei și GR-38A trece prin partea de mijloc.

## Geografie și economie

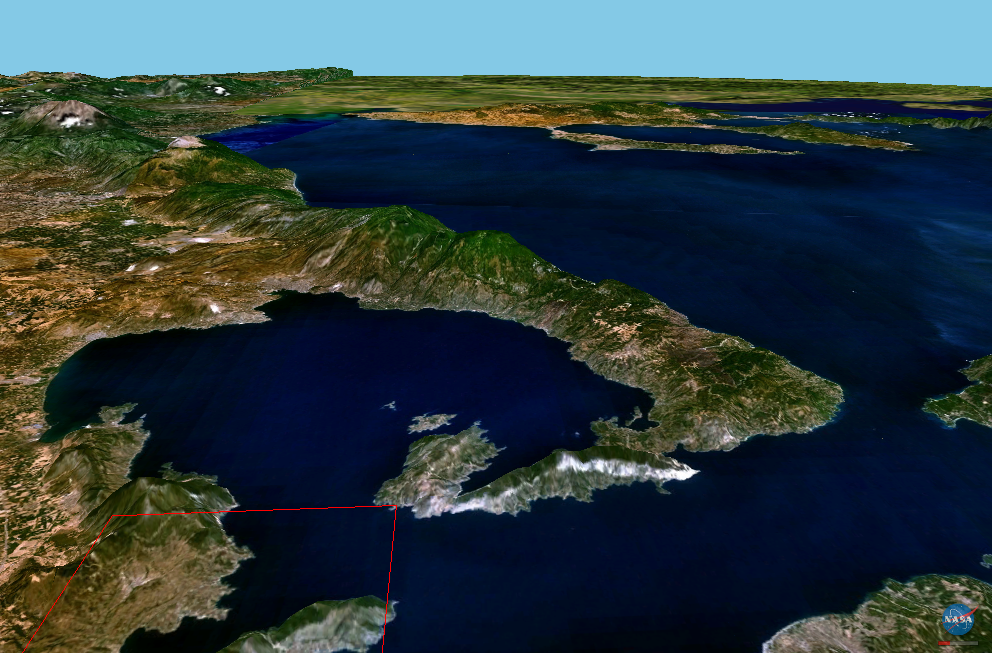
Vedere din satelit a peninsulei în formă de cârlig formată de Muntele Pelion

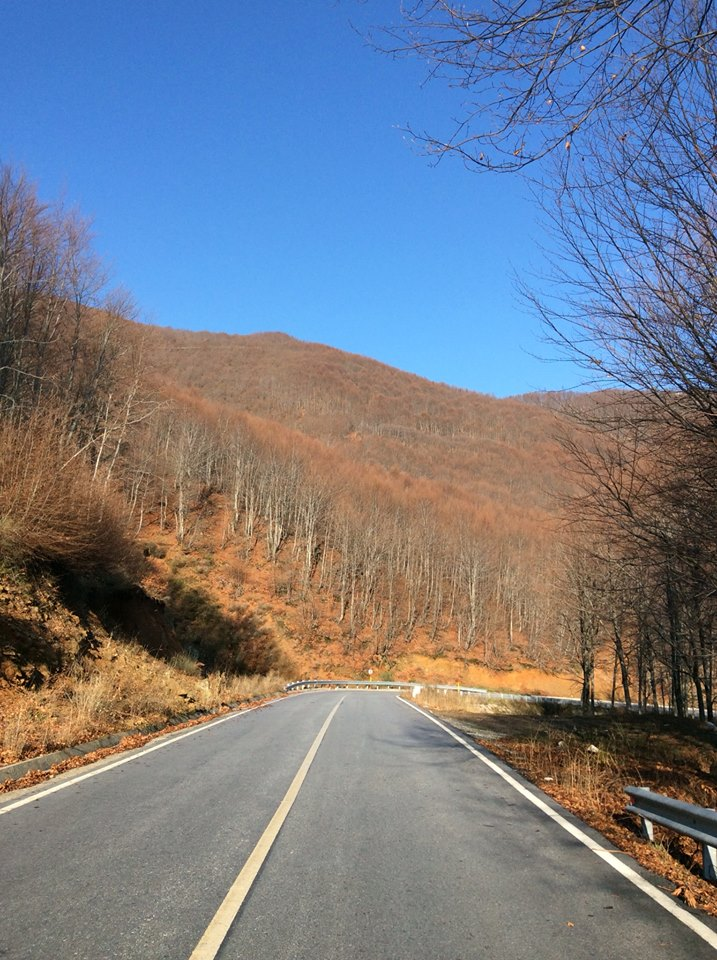
Pădure pe Muntele Pelion

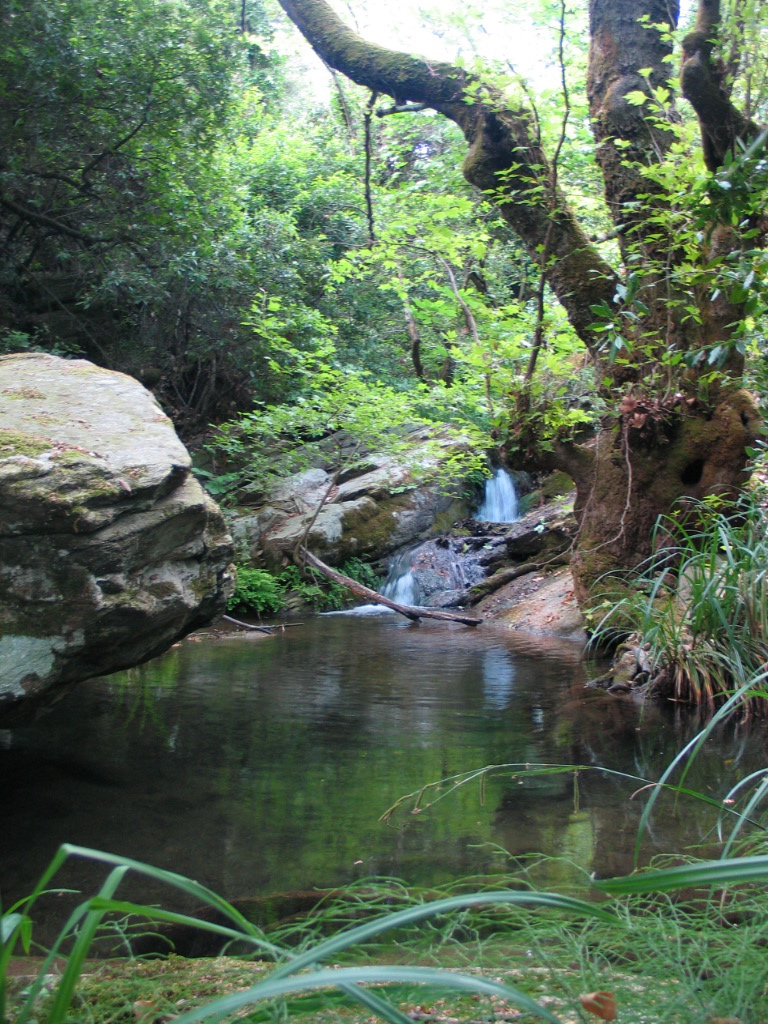
Muntele Pelion este acoperit de pădure

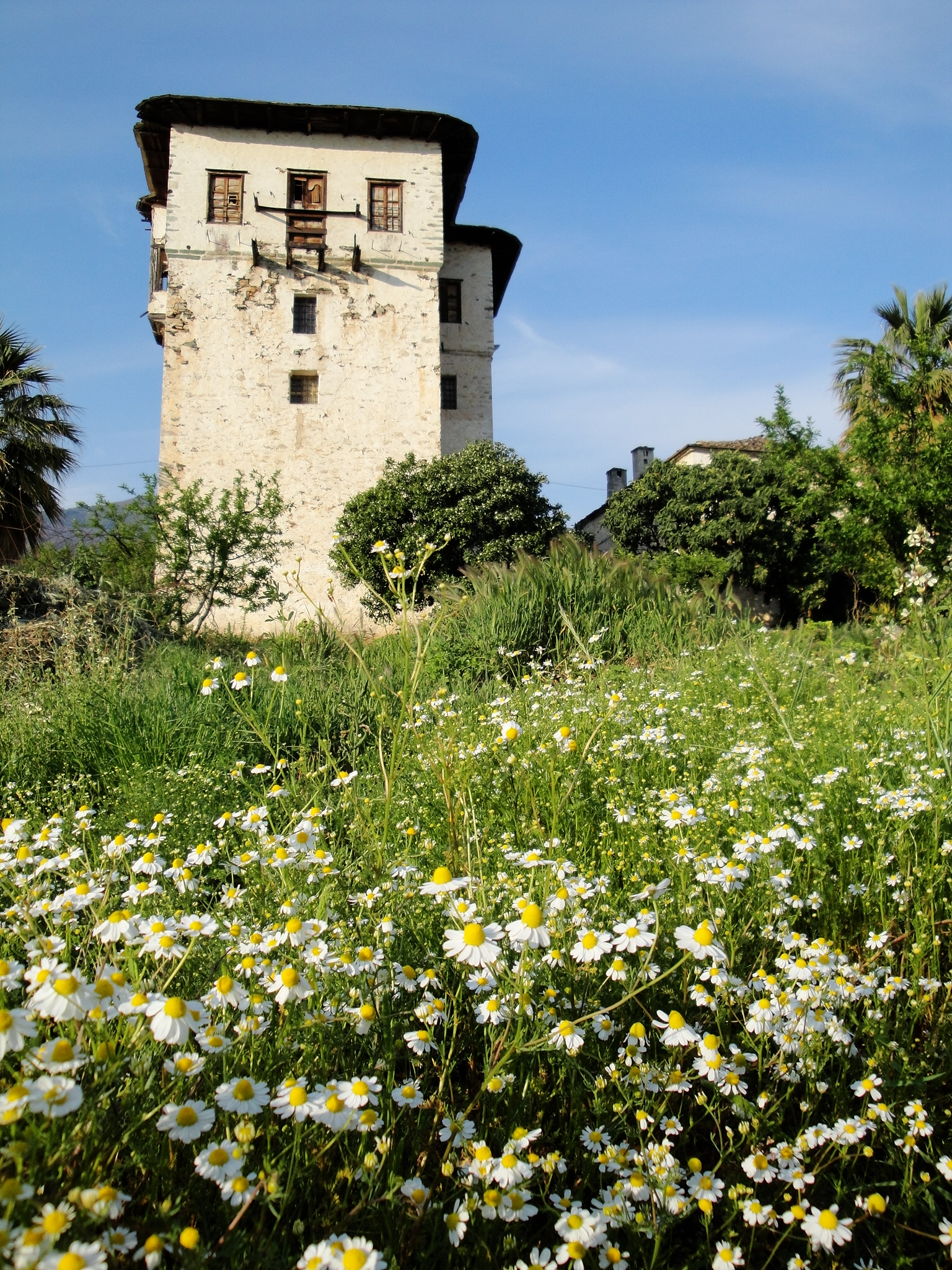
Turnurile Pelion - clădiri Istorice și puncte de referință pentru localnici

Muntele este împădurit puternic, având atât păduri de foioase, cât și de conifere, în principal fag, stejar, arțar și castan, cu dumbrăvi de platani în zonele cu apă. Pelion este considerat unul dintre cei mai frumoși munți din Grecia și este o atracție turistică populară pe tot parcursul anului: traseele de drumeții oferă acces la izvoare, numeroase golfuri și plaje, cu nisip sau cu pietriș, aflate pe pante împădurite. Există numeroase ape, o abundență de izvoare, chei, cursuri de apă și lacuri; multe cursuri de apă sunt dirijate către sate și livezi înfloritoare. La altitudini mai mari de munte există zăpadă, astfel că au fost amenajate pârtii de schi, care funcționează de la Crăciun la Paște.
Bucătăria peliană este specializată în preparate din mezeluri, cel mai renumit fel de mâncare fiind spentzofáï, o tocană făcută din felii de cârnat de porc, care este mai întâi fiartă singură, apoi fiartă cu ardei verde și roșu, după caz, și cu ceapă franțuzească sau cu bucăți mici de ceapă; se adaugă vinete sau roșii atunci când sunt disponibile. Pelion este, de asemenea, renumit pentru livada de fructe, în special firíki, mere egiptene din soiuri foarte mici, de formă ovală, intens parfumate, folosite în tartele cu mere. Sunt cultivate, de asemenea, prune și corcodușe.

## Mitologie
În mitologia greacă, Muntele Pelion (care și-a luat numele după regele mitic Peleus, tatăl lui Ahile) a fost patria lui Chiron Centaurul, tutorele multor eroi greci precum Iason, Ahile, Tezeu și Heracle. Pe Muntele Pelion, în apropierea peșterii lui Chiron, a avut loc nunta lui Thetis cu Peleus. Zeița Eris a dorit să se răzbune pentru că nu a fost invitată și a adus un măr de aur cu inscripția „Pentru cea mai frumoasă”. Disputa care a izbucnit apoi între zeițele Hera, Afrodita și Atena a reprezentat unul din evenimentele premergătoare Războiului Troian. Când gemenii Otus și Ephialtes au încercat să ia cu asalt Olimpul, ei au așezat Muntele Pelion peste Muntele Ossa (aceasta este originea expresiei „Pelion peste Ossa”).

## Istoria recentă

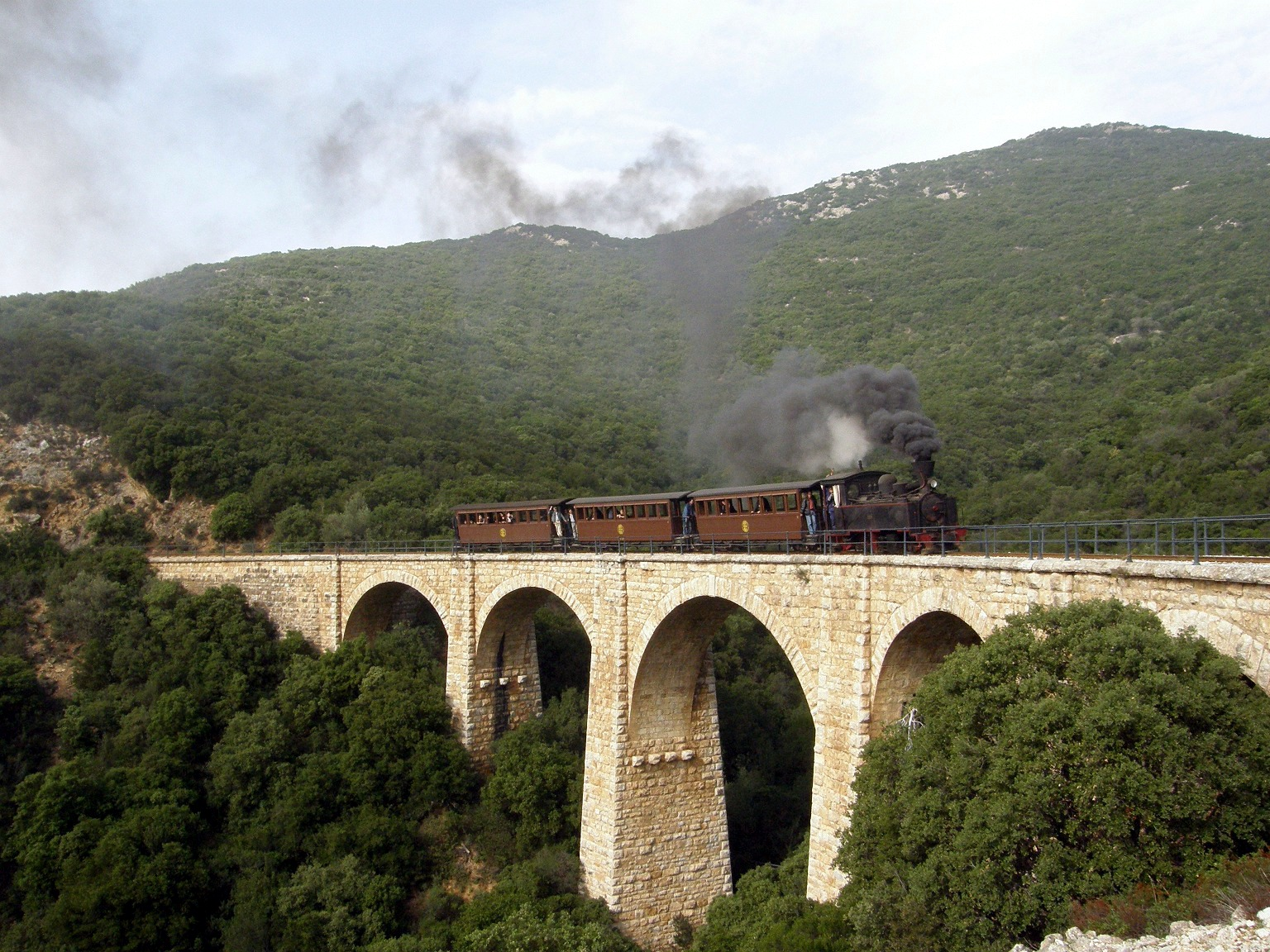
O locomotivă Tubize pentru ecartament îngust (600 mm) transportă un tren din Ano Lechonia către Miliés pe Calea Ferată Pelion

Calea Ferată Pelionă, datând din 1892-1903, a fost prima investiție publică majoră în zonă. Energie electrică, radioul și automobilele au fost introduse aici pentru prima dată în anii 1950, cu excepția orașului Volos, care a avut acces la acele utilități mult mai devreme. Televiziunea a ajuns în anii 1970 și 1980, iar calculatoarele și Internetul la sfârșitul anilor 1990. Partea de nord a munților Pelion a suferit de pe urma unui incendiu de pădure petrecut marți, 26 iunie 2007, care a început în Siki, și a distrus o parte din păduri, mai ales în partea de mijloc a muntelui. Focul a durat mai multe zile și a fost stins pe 1 iulie. Mai multe sate au fost parțial avariate. La sfârșitul lunii august, cu toate acestea, s-a remarcat deja renașterea pădurii, iar mai mulți copaci au dobândit treptat din nou culoarea verde, apărând, de asemenea, și tufișuri.

## Comunicații
Muntele are un turn de telecomunicații care preia emisiunile de radio și de televiziune, inclusiv ale posturilor de televiziune ANT1, Mega, ERT, Star Channel, Alter, TRT și ale posturilor de radio ERA, ANT1 FM și multe altele.

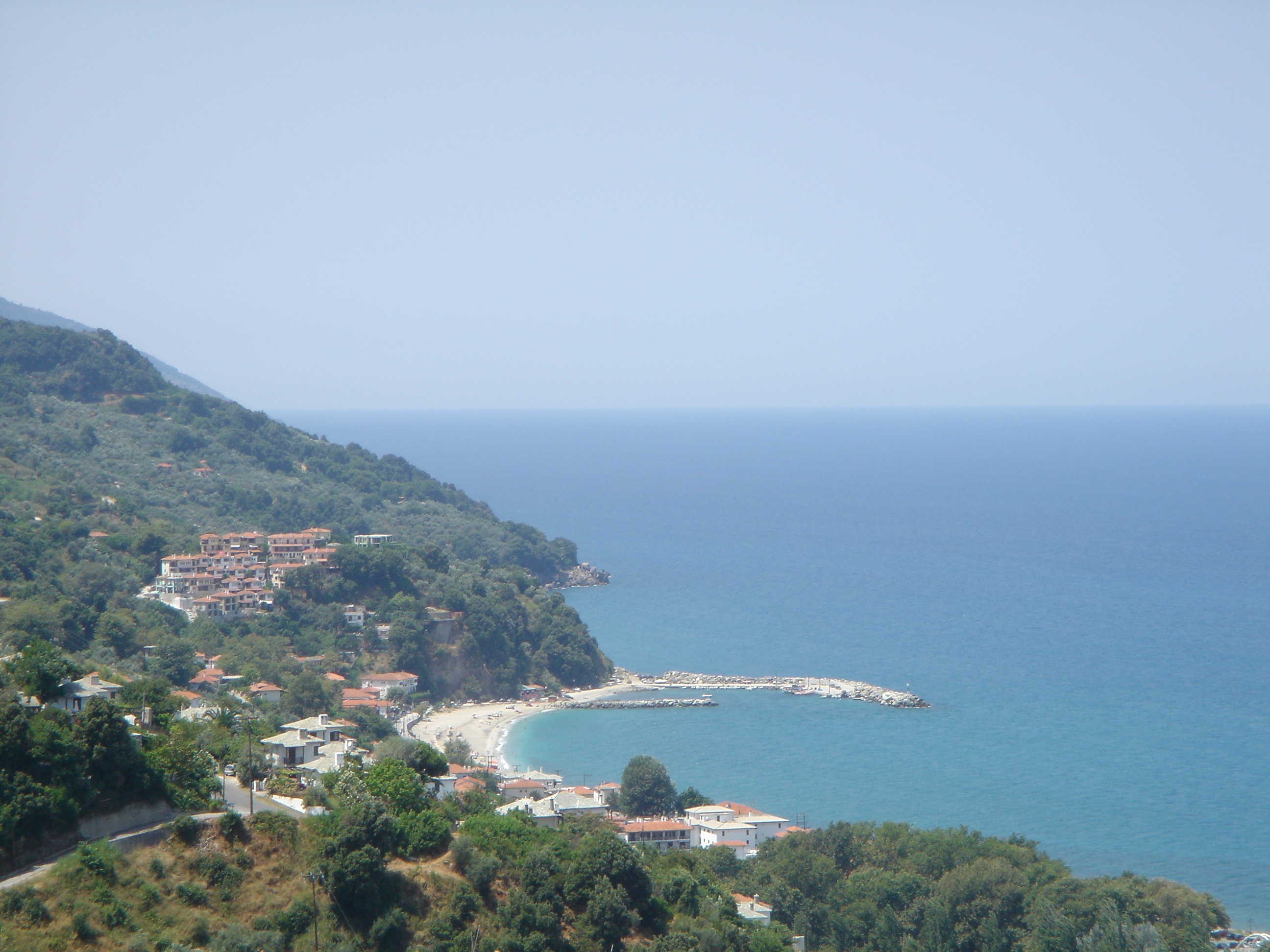
Plaja din Agios Ioannis

## Panorama
O panoramă din Pelion oferă o vedere asupra văii, a munților Magnesia, a Muntelui Olimp, a câmpiei Tesaliei, a munților din apropiere, a  insulei Eubeea și a insulelor Sporade de Nord.

## Locuri
Cele 24 de sate din zona Muntelui Pelion păstrează arhitectura tradițională peliană, cu clădiri de piatră făcute din ardezie verde, albastră sau gri și cu lut roșu. Ele sunt construite pe terasele în pantă și oferă priveliști uimitoare asupra versanților din apropiere și a mării. Casele sunt construite, de obicei, cu mai multe etaje și au ferestre înalte și cu ornamente abundent pictate. Potrivit tradiției peliene, parterul este folosit pentru muncă (aici se află bucătaria, depozitul, magazia și alte spații gospodărești), etaju de mijloc are un rol social (camere de oaspeți) și etajul de sus conține camerele private (dormitoare). Căldura este furnizată de șeminee, ce încălzesc clădirea, în timp ce nivelul de sus, fiind bine ventilat, este folosit vara ca loc răcoros. Interiorul este placat cu lambriuri din castan, colorate maro închis și de multe ori bogat sculptate. Multe dintre vilele peliene cele mai mari (arkhontiká sau „conace boierești”) au fost transformate în hoteluri și pensiuni. Cele mai mari clădiri din piatră, care servesc ca puncte de referință pentru localnici, sunt Turnurile Pelion. Acestea sunt clădiri uriașe vechi de 300 de ani cu caracteristici vizuale deosebite care combină elemente de construcție din secolele al XVII-lea, al XVIII-lea și al XIX-lea. Astăzi, Muntele Pelion se află în unitatea regională Magnesia (capitala: Volos) și cuprinde douăzeci și patru de sate, printre care:
Cele mai importante:
- Agios Georgios Nileias
- Agios Lavrentios
- Argalasti
- Makrinitsa
- Milies
- Mouresi
- Portaria
- Tsangarada
- Vyzitsa
- Zagora

Altele:
- Agios Dimitrios
- Anilio
- Artemida
- Drakeia
- Kanalia
- Kissos
- Neochori
- Pinakates
- Vlasios
- Xinovrysi